# Peter Trump
Peter Trump (* 3. Dezember 1950 in Frankenthal) ist ein ehemaliger deutscher Hockeyspieler und Olympiasieger.
Er spielte insgesamt 213 mal für die deutsche Hockeynationalmannschaft.

## Karriere
Der Linksaußen Peter Trump spielte während seiner gesamten Karriere für die Turngemeinde Frankenthal und war bei allen zehn Meisterschaften der TG Frankenthal dabei; 1979, 1980 und 1983 wurde er Meister im Feldhockey, 1969, 1977 und von 1980 bis 1984 fünfmal in Folge gewann Frankenthal die Meisterschaft im Hallenhockey. 1984 gewann die TG Frankenthal den Europapokal der Landesmeister.
1970 debütierte Trump in der Nationalmannschaft und war Ersatzspieler beim Gewinn der Europameisterschaft im Feldhockey. 1972 wurde er zum Stammspieler. Bei den Olympischen Spielen 1972 in München stand er als jüngster Spieler mit der deutschen Mannschaft im Finale dem amtierenden Weltmeister aus Pakistan gegenüber. Durch ein Tor von Michael Krause wurde die Mannschaft Olympiasieger.
Dafür erhielten er und die deutsche Hockey-Nationalmannschaft am 25. Mai 1972 das Silberne Lorbeerblatt.
In den folgenden Jahren spielte Peter Trump bei jedem großen Turnier in der deutschen Mannschaft. Nach Bronze bei der Feldhockey-Weltmeisterschaft 1973 gewann die Mannschaft 1974 die Europameisterschaft im Hallenhockey. Bei der Feldhockey-Weltmeisterschaft 1975 folgte erneut Bronze. 1976 wurde die Mannschaft zum zweiten Mal Halleneuropameister. Bei den Olympischen Spielen 1976 wurde die deutsche Mannschaft Fünfter. Nach einem vierten Platz bei der Weltmeisterschaft 1978 gewann das Team im selben Jahr bei der Europameisterschaft in Hannover den Titel. Nach dem Gewinn des dritten Halleneuropameistertitels 1980 war der Olympiaboykott 1980 ein herber Rückschlag in der Erfolgsbilanz des deutschen Hockeybundes. Peter Trump zog sich danach aus der Nationalmannschaft zurück.
Als Trainer betreute er die TG Frankenthal und den HC Blau-Weiß Speyer. Peter Trump ist der Vater des Hockey-Bundesligaspielers Andreas Trump, der ebenso für die TG Frankenthal spielte. Christian Trump, ein Neffe Peters Trumps, spielt aktuell (2013) für das Bundesligateam des Mannheimer HC. Er ging aus der Jugend der TG Frankenthal hervor und wurde im TG-Seniorenbereich ebenfalls in die Nationalmannschaft berufen.

## Ehrung
Am 26. August 2011 übergab der Oberbürgermeister der Stadt Frankenthal Theo Wieder eine neue Drei-Feld-Sporthalle an der Benderstraße ihrer Bestimmung als Schul- und Vereinssportstätte. Auf Beschluss des Stadtrates trägt sie den Namen des Hockey-Olympiasiegers: „Peter-Trump-Halle“.